# 斯蒂芬·彼得森 (赛艇运动员)
斯蒂芬·彼得森（英語：Stephen Peterson，1963年6月27日—），美国男子赛艇运动员。他曾代表美国参加世界赛艇锦标赛，获得一枚金牌。他也曾参加1996年夏季奥林匹克运动会。